# Synagoga w Awinionie
Synagoga w Awinionie – synagoga w dzielnicy żydowskiej w Awinionie. Posiada status zabytku. Jest to drugi tego typu budynek w mieście - pierwszy, istniejący od wczesnego średniowiecza, został w 1221 rozebrany po interwencji miejscowego biskupa. 

## Historia
Nie jest ustalone, kiedy powstała pierwsza gmina żydowska w Awinionie, jednak już w XII wieku w mieście istniała wyraźnie wyodrębniona dzielnica żydowska z własną synagogą. W 1221 na polecenie miejscowego biskupa została ona przeniesiona na nowe miejsce, z bliżej nieokreślonych powodów. Ślady fundamentów pierwszej synagogi były widoczne jeszcze na początku XXI w. przy ulicy Vieille Juiverie, obecnie zostały zakryte przez parking podziemny. 
Synagoga od początku swojego istnienia była połączona z żydowskim ośrodkiem edukacyjnym i kulturalnym i dlatego w Awinionie była potocznie nazywana "szkołą żydowską". Budynek wzniesiony w pierwszej połowie XIII wieku przechodził liczne przebudowy, o czym świadczą zachowane kontrakty zlecające rozbudowę budynku lub zmiany jego układu pomieszczeń. W bliżej nieokreślonych okolicznościach synagoga została rozebrana i w XVIII wieku wzniesiono nową w stylu klasycystycznym. 
W 1845 budynek został poważnie uszkodzony przez pożar. Ogień wybuchł w pomieszczeniach w podziemiu 24 listopada 1845 wieczorem i szybko objął cały budynek, niszcząc Aron ha-kodesz i 42 zwoje Tory. Synagogę odbudowano według projektu architekta Joffroya przy wsparciu finansowym miasta. Obiekt ukończony w 1848 odtwarzał całkowicie dawny wygląd świątyni. 

## Architektura
Synagoga wzniesiona jest w stylu klasycystycznym na planie prostokąta z kopułą. Z zewnątrz dekorowana jońskimi pilastrami, jej drzwi otaczają skromne portale. We wnętrzu wyróżnia się rząd jońskich kolumn wspierających galerię dla kobiet. 
Synagoga wyróżnia się na tle innych tego typu budynków we Francji rozmieszczeniem elementów wnętrza: Aron ha-kodesz zajmuje tradycyjną pozycję przy ścianie wschodniej, ale bima położona jest nie w jego bezpośrednim sąsiedztwie, ale naprzeciw, w końcu prostokątnej sali przeznaczonej dla wiernych. Podobne rozwiązanie zastosowane zostało w synagodze w Cavaillon oraz synagodze w Carpentras, jak i w kilku żydowskich świątyniach we Włoszech, skąd najprawdopodobniej zostało zaczerpnięte. Wnętrze obiektu jest bogato dekorowane złoceniami i płaskorzeźbami, zaś galerię dla kobiet otacza rzeźbiona balustrada z metalu. 